# 人口迁移引力模型
人口迁移引力模型（英語：gravity model of migration）是城市地理学中借自牛顿万有引力定律的模型，用于预测两地之间人口迁移相互作用的强度。牛顿定律指出：“任何两个物体相互吸引的力与其质量的乘积成正比，与它们之间距离的平方成反比。”

## 概述
在地理上使用时，“物体”和“质量”两个词分别由“地点”和“重要性”取代，其中，重要性可以用人口数量、国内生产总值（GDP）或其他适当的变量来衡量。因此，迁移的引力模型的基础观点是，随着两个地点中的一个或两个的重要性增加，它们之间的人口流动也会增加。然而，两个地点相距越远，它们之间的人口迁移就会越少。这种现象称为距离衰减。
引力模型可用于估计：
- 交通流量
- 两个区域之间的迁移
- 可能使用某个中心地的人数

引力模型还可用于估计两个居民点之间的断裂点的位置，从而确定每个中心地的影响范围。例如，基于距离、时间和费用方面的考量，客户会认为前往一个中心更好，而不会去另一个中心。
引力模型可用于衡量服务（例如医疗保健服务）的可达性。引力模型的一个特例是两步移动搜索法（2SFCA），医疗保健研究中应用广泛。
1931年， William J. Reilly将引力模型扩展为雷利零售引力法则，以计算将顾客吸引到两个竞争商业中心中的一个或另一个的两个地方之间的临界点。 
引力模型的批评者认为，它无法从科学上证实，只是基于经验观察。